# Tempesta geomagnetica del marzo 1989

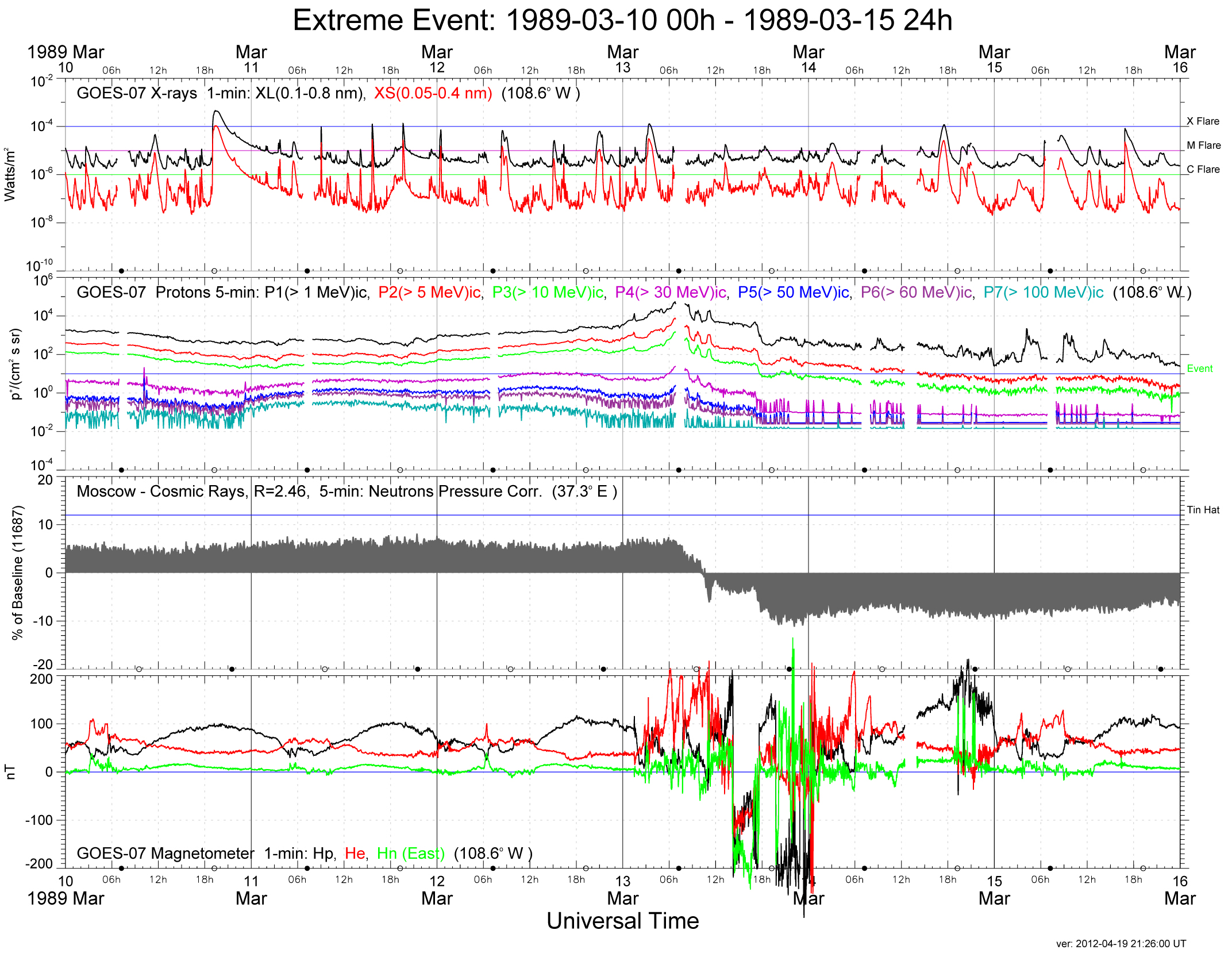
Grafico del rilevamento satellitare degli effetti del fenomeno solare sulla Terra.

Il 13 marzo 1989 una forte tempesta solare (anche detta geomagnetica) colpì la Terra durante il ventiduesimo ciclo solare causando un black-out di nove ore nell'impianto di trasmissione elettrica del Québec, in Canada.

## La tempesta geomagnetica e le aurore
La tempesta solare fu responsabile di fenomeni abbastanza rari, come l'avvistamento di aurore boreali addirittura in alcuni stati americani meridionali come il Texas e la Florida.